# Lecanora
Lecanora ist eine Gattung der Krustenflechten.

## Merkmale
Das Lager (Thallus) ist weiß bis graugrünlich, manchmal leicht gelblich gefärbt, krustenförmig und besitzt manchmal deutlich gelappte Ränder. Die Apothecien sind lecanoroid, die Sporen unseptiert und farblos. Die ehemals sehr umfangreiche Gattung Lecanora enthielt früher Arten, die inzwischen in eigene Gattungen ausgegliedert wurden, wie beispielsweise Aspicilia, Rhizoplaca und Squamarina.
Die Arten werden in zwei Sektionen unterteilt:
- Eulecanora mit vollständig krustenförmigen Lager und
- Placodium mit mehr oder weniger ausgeprägten Seitenlappen

## Ökologie und Verbreitung
Flechten der Gattung Lecanora sind meist auf natürlichem Gestein oder auf Mauern, Hauswänden und Gehwegen, einige Arten aber auch auf Baumrinde bzw. Holz zu finden. Sie können einen bis mehrere Millimeter pro Jahr wachsen, wobei sie sich radial ausbreiten. Durch Absterben des älteren Zentrums bilden sich Ringe heraus. So können sie oft mehrere Jahrzehnte, teilweise einige Jahrhunderte alt werden.
Die Gattung ist nahezu weltweit verbreitet und auch in den Polargebieten zu finden.
Das Projekt LECANOMICS vereint Wissenschaftler und Amateure, um neue molekulargenetische Marker zu entwickeln. Ziel ist, die Gattung in natürliche Einheiten zu zerlegen und die Abgrenzung der Arten zu erforschen.

## Arten (Auswahl)
Europäische Arten sind unter anderen:
- Lecanora achariana
- Lecanora allophana
- Lecanora argentata
- Lecanora atra
- Lecanora badia
- Lecanora carpinea
- Lecanora chlarotera
- Lecanora conizaeoides
- Lecanora epibryon
- Lecanora expallens
- Lecanora hagenii
- Lecanora intricata
- Lecanora muralis
- Lecanora polytropa
- Lecanora populicola
- Lecanora pulicaris
- Lecanora rupicola
- Lecanora saligna
- Lecanora subfuscata
- Lecanora tartarea
- Lecanora varia